# Särna
Särna è una località del comune di Älvdalen, nella contea di Dalarna della provincia di Dalarna, in Svezia.

## Storia
Le due parrocchie di Särna e Idre facevano in origine parte della Norvegia, ma furono occupate nel 1644 da contadini svedesi. Il trattato di Brömsebro del 1645 era ambiguo sullo status delle due parrocchie, ma nel 1751 i confini furono stabiliti con chiarezza e la Norvegia accettò un tracciato che passasse ad ovest di Särna e Idre.
Nel 1971 le municipalità di Särna, Idre (che a sua volta era già stata separata da Särna nel 1916) e Älvdalen furono unificate per formare l'attuale comune.